# Johann Bock (Geistlicher)
Johann Bock (auch: Jan Bock; * 21. Juni 1638 in Habelschwerdt, Grafschaft Glatz; † 1688 in Olmütz) war ein deutscher Gelehrter und Jesuit. Er trat im Jahr 1657 in den Orden der Gesellschaft Jesu ein, lehrte fünf Jahre die Humaniora, sechs Jahre Theologie und stand vier Jahre dem Kaiserlichen Konvikt in Prag vor. Er hinterließ philosophische und theologische Schriften.

## Werke
- Compendium philosophiae, 1676, Olmütz
- Universam philosophiam ad mentem Aristotelis, 1677, Olmütz
- Theologia scholastica ad mentem S. Augustini, 1682, Prag